# Ezio Loik
Ezio Loik (ur. 26 września 1919 we Fiume, zm. 4 maja 1949) – włoski piłkarz, występujący na pozycji pomocnika.
Z drużyną Venezii jeden raz wywalczył Puchar Włoch (1941). Z zespołem AC Torino pięciokrotnie zdobył mistrzostwo Włoch (1943, 1946, 1947, 1948, 1949) i raz puchar tego kraju (1943). W latach 1942–1949 rozegrał 9 meczów i strzelił 4 gole w reprezentacji Włoch.
Zginął w katastrofie lotniczej na wzgórzu Superga.